# Eremiaphila brevipennis
Eremiaphila brevipennis är en bönsyrseart som beskrevs av Henri Saussure 1871. Eremiaphila brevipennis ingår i släktet Eremiaphila och familjen Eremiaphilidae. Inga underarter finns listade i Catalogue of Life.